# Perseus Project
O Perseus Project ("Projeto Perseu", em inglês) é uma biblioteca digital da Universidade Tufts que reune coleções digitalizadas de recursos humanísticos.
É hospedado pelo Departamento de Classics daquela instituição, e, devido aos freqüentes problemas de hardware que sofre, que acabam indisponibilizando seus recursos, também é 'espelhado' pela Sociedade Max Planck, em Berlim e pela Universidade de Chicago.
O projeto foi iniciado em 1987, como forma de coletar e apresentar materiais destinados ao estudo da Grécia Antiga. Desde então foram publicados dois CD-ROMs, e estabeleceu-se a Perseus Digital Library ("Biblioteca Digital Perseus") na Internet em 1995. O projeto foi expandido para muito além de seu escopo original; as coleções atuais cobrem os clássicos greco-romanos, o Renascimento inglês, o acervo de Edwin Bolles, além da história da própria Universidade Tufts.
O editor-chefe do projeto é Gregory Crane, professor da cátedra da família Winnick em Tecnologia e Empreendedorismo da Tufts, e que ocupa o cargo desde a fundação do Perseus Project.
Os obras em grego antigo são armazenadas no Perseus em beta code, embora possam ser reformatadas para serem exibidas em diversos sistemas de transcrição..

## Direitos autorais
O Perseus Project apoia o software open source, e publicou código fonte no SourceForge. Todos os textos e materiais disponíveis no site que são tidos como pertencendo ao domínio público estão disponíveis para download grátis, em formato xml, no Perseus 4.0. O Perseus Project é um membro ativo da Open Content Alliance e fornece suporte ao Internet Archive.
Certos conteúdos do site, como algumas imagens e textos, são restritos devido a acordos de permissão com os proprietários dos direitos autorais.